# Greeniopsis
Greeniopsis es un género con seis especies de plantas con flores perteneciente a la familia de las rubiáceas. 
Es nativo de las Filipinas.

## Especies
- Greeniopsis discolor Merr. (1917).
- Greeniopsis euphlebia Merr. (1920 publ. 1921).
- Greeniopsis megalantha Merr. (1917).
- Greeniopsis multiflora (Elmer) Merr. (1909).
- Greeniopsis philippinensis Merr. (1909).
- Greeniopsis pubescens Merr. (1910).